# Yamaha DX7

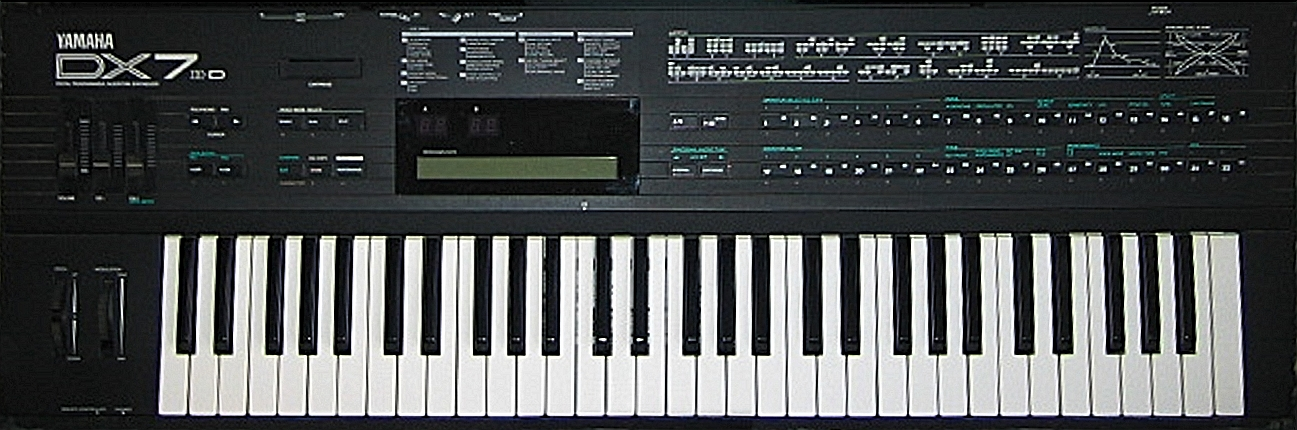
Yamaha DX7IID

Yamaha DX7 – syntezator cyfrowy z syntezą FM japońskiej firmy Yamaha, wypuszczony na rynek w maju 1983. W październiku 1986 została wydana wersja DX7 II FD.
W połowie lat 80. instrument ten wykorzystywało wielu wykonawców muzyki pop, synth pop, elektronicznej itp., m.in.: A-ha, Depeche Mode, Jean Michel Jarre, OMD, Kombi i Stevie Wonder.

## Charakterystyka
- 5 oktaw (61 klawiszy)[4]
- synteza FM
- 16-głosowa polifonia
- 32 brzmienia zainstalowane fabrycznie (z możliwością rozbudowy po podłączeniu kartridża o kolejne 64)[4]
- interfejs MIDI